# Mircea-Ionuț Sandu
Mircea-Ionuț Sandu (n. 7 aprilie 1981) este un politician român, ales în 2024 senator din partea partidului Alianța pentru Unirea Românilor (AUR). 

## Carieră politică

### Senator (2024–prezent)

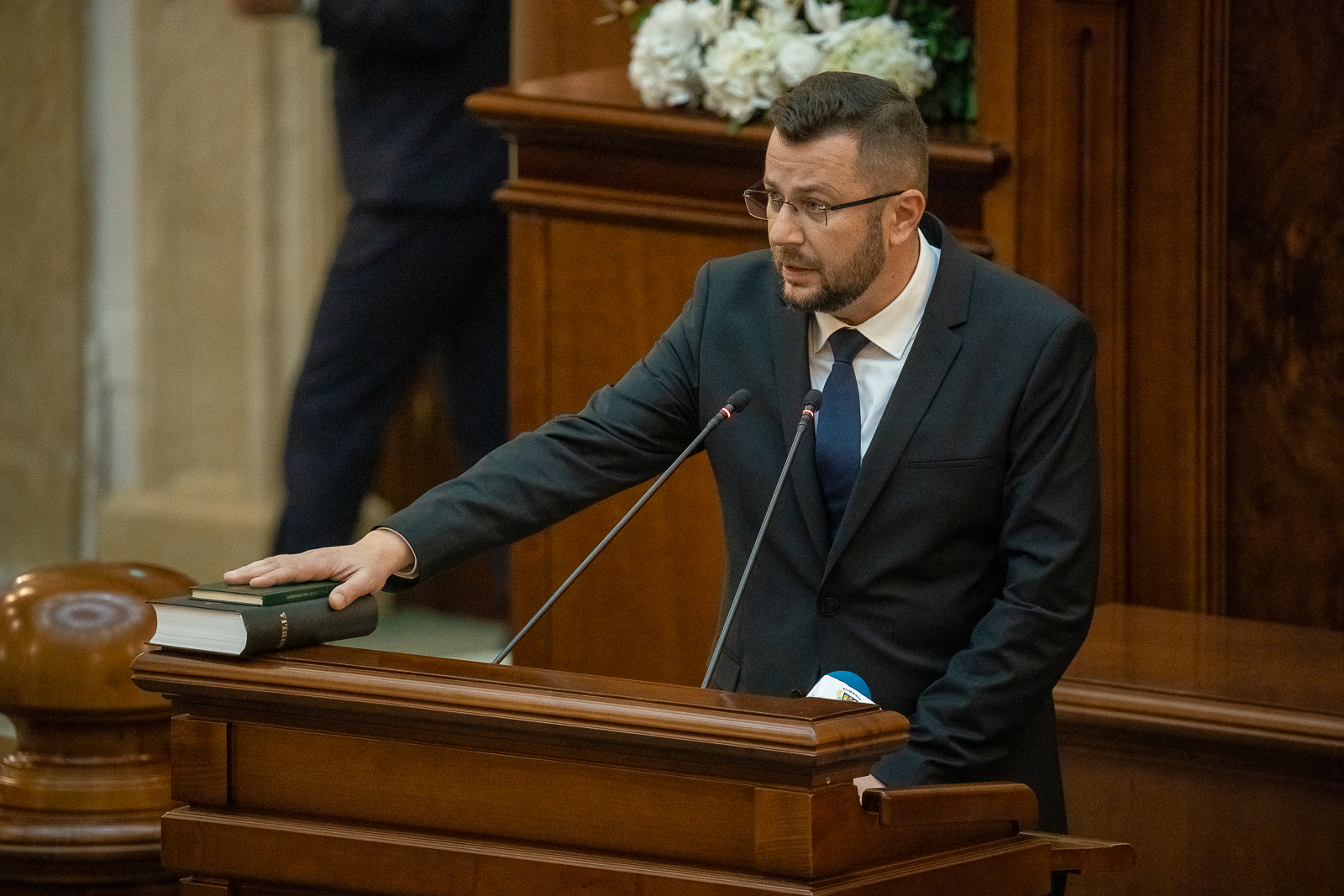
Sandu depunând jurământul în Senat, 21 decembrie 2024

În urma alegerilor parlamentare din 2024 pe 1 decembrie, Sandu a fost ales membru al Senatului României, în circumscripția nr. 20 Gorj, preluând mandatul pe 21 decembrie. Ca senator este vicepreședinte al Comisiei pentru muncă, familie și protecție socială, precum și al Comisiei pentru mediu. În plus, din 25 martie 2025, Sandu este membru al grupurilor parlamentare de prietenie pentru Argentina, Guineea, Brazilia și Senegal.
În mai 2025, Libertatea a scris că, dintre cei 3,1 milioane de lei împrumutați de la diverse companii comerciale, 1,6 milioane au provenit de la o singură firmă, al cărei unic acționar a fost Sandu.